# 能阿弥
能阿弥（日语：能阿弥，1397年—1471年），日本室町时代的画家、诗人以及博物学家，他在足利幕府广泛搜集中国绘画作品以及其他艺术品，曾担任日本茶道顾问。他同时也是一个多才多艺的艺术家，其画作在日本风靡一时。

## 扩展阅读
- Frederic, Louis (2002). "Japan Encyclopedia." Cambridge, Massachusetts: Harvard University Press.